# 実業団女子駅伝西日本大会
実業団女子駅伝西日本大会（じつぎょうだんじょしえきでん・にしにっぽんたいかい）とは、全日本実業団対抗女子駅伝競走大会の、関西（四国地方も関西に含む）・中国地方・九州地方の合同ブロック予選大会として2009年から2014年まで開催された駅伝大会である。

## 概要
- 元々、全日本大会の西日本地区の予選は関西・中部・北陸・中国の4地域対抗による「淡路島女子駅伝競走大会」と、九州地方を対象とした「九州実業団対抗女子駅伝競走大会」で別々に開催されていたが、2009年から中部・北陸が「中部・北陸実業団対抗女子駅伝競走」[1]に分離・独立したことと、淡路島大会もスポンサーが不況の影響などから付かなくなったことを理由に廃止されたことを受けて、形式上関西・中国の大会と九州大会を統合する形で、2009年から開始された。
- 2015年から全日本大会の改革により、シード制導入と予選会の一本化が図られ、当大会も終了したが、新たな予選会として当大会の開催地であった福岡県宗像市・福津市が選ばれ、コースを新たにし、大会名が「全日本実業団対抗女子駅伝競走大会予選会（愛称・プリンセス駅伝in宗像・福津）」となった。

## コース概要
福岡県宗像市と福津市を通る6区間・42.195km。

### 西日本大会
- 第1区　 6.7km：宗像市役所→牟田尻公民館
- 第2区　 3.5km：牟田尻公民館→あんずの里
- 第3区　10.2km：あんずの里→松島工務店作業所前

第2回大会までは、あんずの里→ゆめマート 津屋崎店 10.5km
- 第4区　 4.5km：松島工務店作業所前→宗像漁協津屋崎支所

第2回大会までは、ゆめマート 津屋崎店→津屋崎中学校前 4.2km
- 第5区　10.8km：宗像漁協津屋崎支所→牟田尻公民館

第2回大会までは、津屋崎中学校前→牟田尻公民館 10.9km
- 第6区 6.495km：牟田尻公民館→宗像市役所

第2回までの距離は6.395km

## 全日本大会への出場枠
- 2009年の第1回はそれぞれの地区の上位成績を挙げたチーム（関西は4、中国と九州は3ずつ）は無条件で、またこれとは別に2時間20分以内でゴールしたチームに対しても全日本大会への出場権を与えていたが、2010年の第2回は地区に関係なく大会の上位7チームと、これらと別に2時間20分以内でゴールしたチームに対して全日本大会への出場権を与える形に変更された。
- なお、2009年は前述の関係で、西日本大会の全体成績上位6チームに対する表彰も行われた。
- 2011年の第3回では、この年の全日本大会が東日本大震災の復興祈念大会となったため、大会の上位7チームと、震災復興特別枠として2時間30分以内にゴールしたチームに対して出場権を与えた。結果、出場16チーム中15チームが出場権を獲得することとなった。

## 大会成績
太字は全日本大会への出場権獲得チーム。（AC=アスリートクラブ）

### 西日本大会
| 第1回 （2009年10月25日） | 第1回 （2009年10月25日）             |
| ------------------------ | ------------------------------------ |
| 優勝                     | ダイハツ [関西1位] （2時間16分55秒） |
| 2位                      | 天満屋 [中国1位]                     |
| 3位                      | ワコール [関西2位]                   |
| 4位                      | ノーリツ [関西3位]                   |
| 5位                      | 十八銀行 [九州1位]                   |
| 6位                      | ユニクロ [中国2位]                   |
| 7位                      | 九電工 [九州2位]                     |
| 8位                      | 四国電力 [関西4位]                   |
| 9位                      | 大塚製薬 [関西5位]                   |
| 10位                     | キヤノンAC九州 [九州3位]             |
| 11位                     | デオデオ [中国3位]                   |
| 12位                     | TOTO [九州4位]                       |
| 13位                     | ナンチク [九州5位]                   |
| 14位                     | 鹿児島銀行 [九州6位]                 |

| 第2回 （2010年10月24日） | 第2回 （2010年10月24日）          |
| ------------------------ | --------------------------------- |
| 優勝                     | ダイハツ [関西] （2時間17分53秒） |
| 2位                      | ワコール [関西]                   |
| 3位                      | シスメックス [関西]               |
| 4位                      | 天満屋 [中国]                     |
| 5位                      | 大塚製薬 [関西]                   |
| 6位                      | ノーリツ [関西]                   |
| 7位                      | 十八銀行 [九州]                   |
| 8位                      | 京セラ [関西]                     |
| 9位                      | 四国電力 [関西]                   |
| 10位                     | 九電工 [九州]                     |
| 11位                     | デオデオ [中国]                   |
| 12位                     | キャノンAC九州 [九州]             |
| 13位                     | ユニクロ [中国]                   |
| 14位                     | TOTO [九州]                       |
| 15位                     | 鹿児島銀行[九州]                  |
| 16位                     | ナンチク[九州]                    |

| 第3回 （2011年10月23日） | 第3回 （2011年10月23日）        |
| ------------------------ | ------------------------------- |
| 優勝                     | 天満屋 [中国] （2時間18分31秒） |
| 2位                      | シスメックス [関西]             |
| 3位                      | 十八銀行 [九州]                 |
| 4位                      | 京セラ [関西]                   |
| 5位                      | エディオン [中国]               |
| 6位                      | 四国電力 [関西]                 |
| 7位                      | 大塚製薬 [関西]                 |
| 8位                      | ユニクロ [中国]                 |
| 9位                      | ダイハツ [関西]                 |
| 10位                     | ワコール [関西]                 |
| 11位                     | ノーリツ [関西]                 |
| 12位                     | 九電工 [九州]                   |
| 13位                     | TOTO [九州]                     |
| 14位                     | キャノンAC九州 [九州]           |
| 15位                     | 鹿児島銀行 [九州]               |
| 16位                     | ナンチク [九州]                 |

区間賞
（2009年）
- 第1区( 6.7km)　野田頭美穂(ワコール)　21分53秒
- 第2区( 3.5km)　チェイエチ・ダニエル (ユニクロ)　10分43秒
- 第3区(10.5km)　中里麗美 (ダイハツ)　33分50秒
- 第4区( 4.2km)　坂井田歩(ダイハツ)　13分24秒
- 第5区(10.9km)　中村友梨香(天満屋)　35分19秒
- 第6区( 6.395km)　浦田佳小里(天満屋)　21分07秒

（2010年）
- 第1区( 6.7km)　稲富友香(ワコール)　21分17秒（区間新）
- 第2区( 3.5km)　カプチッチ・セリー・チェピエゴ(九電工)　10分34秒（区間新）
- 第3区(10.5km)　福士加代子(ワコール)　33分44秒（区間新）
- 第4区( 4.2km)　坂本直子(天満屋)　13分28秒
- 第5区(10.9km)　木崎良子(ダイハツ)　35分50秒
- 第6区( 6.395km)　髙藤千紘(ワコール)　20分57秒（区間新）

（2011年）
- 第1区( 6.7km)　五十嵐藍(シスメックス)　21分22秒
- 第2区( 3.5km)　カプチッチ・セリー・チェピエゴ(九電工)　10分41秒
- 第3区(10.2km)　野口みずき(シスメックス)　32分25秒
- 第4区( 4.5km)　
  - 坂本直子(天満屋)　14分34秒
  - 打田理沙(十八銀行)　14分34秒
- 第5区(10.8km)　伊藤舞(大塚製薬)　36分38秒
- 第6区(6.495km)
  - 重友梨佐(天満屋)　20分57秒（区間タイ）
  - 出田千鶴(ダイハツ)　20分57秒（区間タイ）
  - 中條宏美(ワコール)　20分57秒（区間タイ）

（2012年）
（2013年）
（2014年）

## 実況中継
RKB毎日放送の制作により放送されていた。駅伝本番は朝の9時〜11時頃に開催されていたが、番組編成上の都合で同じくRKB制作の『選抜女子駅伝北九州大会』同様、生中継は実施されなかった。近畿地方以西のTBS系列・西日本ブロックの14局（RKB・長崎放送・熊本放送・大分放送・宮崎放送・南日本放送・琉球放送・あいテレビ・テレビ高知・テレビ山口・中国放送・山陰放送・山陽放送・毎日放送）ネットで、同日午後（一部のネット局は同日深夜）に1時間24分の放送枠で録画中継されていた。解説は増田明美が担当した。

### 中継出演者（2013年）
- 第1移動車
  - 解説：増田明美
  - 実況：櫻井浩二
- 第2移動車
  - 実況：田中友英
- スタート・フィニッシュ地点
  - 実況：茅野正昌
- 中継所実況
  - 第1・5中継所：石川正史
  - 第2中継所：川崎祐一
  - 第3中継所：
  - 第4中継所：吉田明央